# بوشيني مضغوط
بوشيني مضغوط (الاسم العلمي: Puccinia compressa) هو نوع من الفطريات يتبع جنس البوشيني من فصيلة البوشينية.